# Слободан Грубачић
Слободан Грубачић (Логор Билећа, 9. јул 1942) српски је историчар упоредне књижевности бивши декан Филолошког факултета Универзитета у Београду, дописни члан Српске академије наука и уметности. Отац Андреја Грубачића.

## Живот и каријера
Рођен је током Другог светског рата у Логору Билећа 1942. године као син Емилије Грубачић (1912−1994) филолога, германисте, професор емеритуса и Косте Грубачића (1909−1986) педагог и политички радник носилоца Партизанске споменицу 1941. и других високих одликовања.
Студирао је на Филозофски факултет Универзитета у Сарајеву  (1966). Магистрирао је на Филозофском факултет Универзитета у Загребу (1969), из области компаративне књижевности код Зденка Шкреба, а докторирао на Филозофском факултету Универзитета у Штутгарту, Немачка (1972), код Фрица Мартинија.
На Филолошком факултету у Београду био је редовни професор, више пута декан и шеф катедре за германистику пре него што је пензионисан у априлу 2011. године.
До данас је програмски директор Катедре за њемачки језик и књижевност на Филозофском факултету у Никшићу, Црна Гора. Предаје и културну историју и теорију интеркултуралне комуникације на Универзитету Сингидунум у Београду.

### Чланство и функције у САНУ и другим организацијама
- Дописни члан Одељења језика и књижевности САНУ од  5. новембра  2009. године и заменик секретара.[4]
- Председник Одбора за критичка издања;
- председник Одбора за српско-италијанске културне и политичке везе;
- члан Одбора за српски језик и књижевност у поређењу са другим језицима и књижевностима;
- члан уредништва часописа Прилози за књижевност, историју и фолклор,
- уредник едиције „Филоксениј“ коју издаје Филолошки факултет у Београду;
- уредник часописа Глас у издању САНУ.

### Чланство у другим академијама и стручним удружењима
- Редовни је члан Европске академије наука и уметности са седиштем у Салцбургу[1]
- Члан је Gesellschaft für interkulturelle Germanistik (GIG), Internationale Verineinigung für Germanistik (IVG), Societe europeenne de culture (Venice).[4][1]

## Дело
Област којом се бави је упоредна књижевност, историја и теорија књижевности и културе, превођење, итд.
Члан је Националног савета за високо образовање, Националног комитета за Унеско програм, Европског културног друштва (Венеција ) и Савеза писаца Србије. Поред тога, један је од оснивача ГиГ (Друштва за интеркултуралне германистике) 1988. године и стални члан више међународних институција и уређивачких одбора.
Учествовао је у организацији бројних међународних симпозијума, водио засебне секције на светским конгресима (Базел 1980, Беч 2000), председавао годишњим скуповима књижевних теоретичара (Карлсруе 1983, Пасау 1984, Берлин 1987) и предавао (по позиву) на унииверзитетима у Пољској, Паризу, Грацу, Грајфсвалду, Берлину и Штутгарту.
Током 1980-их био је редовни рецензент часописа "Германистик" који је излазио у Тибингену (1978—1986). Такође је радио и као гостујући професор у Кини .

## Признања и награде
Слободан Грубачић је добио више награда, укључујући:
- 1995. - Награда за научна истраживања Alexander von Humboldt (Humboldt-Preis), Election for the Research Award, Bamberg[1].
- 2006. - Награда „Књига године“ из области теорије књижевности и уметности, естетике и филозофије (Радио Београд, 2006)[1];
- 2011. - Professor emeritus Универзитета у Београду.
- 2012. - Награда „Ђуро Даничић“.[4]